# ثورن باي
ثورن باي (بالإنجليزية: Thorne Bay, Alaska)‏ هي مدينة تقع في ولاية ألاسكا في الولايات المتحدة. تبلغ مساحة هذه المدينة 78.6 (كم²)، وترتفع عن سطح البحر 39 م، بلغ عدد سكانها 557 نسمة في عام 2010 حسب إحصاء مكتب تعداد الولايات المتحدة.

## التركيبة السكانية
حدّد مكتب تعداد الولايات المتحدة بيانات التركيبة السكانية لثورن باي في تعداد الولايات المتحدة. في ما يلي، التركيبة السكانية حسب تعدادي 2000 و2010.

### تعداد عام 2000
بلغ عدد سكان ثورن باي 557 نسمة بحسب تعداد عام 2000، وبلغ عدد الأسر 219 أسرة وعدد العائلات 157 عائلة مقيمة في المدينة. في حين سجلت الكثافة السكانية 7.2 نسمة لكل كيلومتر مربع (18.6/ميل2). وبلغ عدد الوحدات السكنية 327 وحدة بمتوسط كثافة قدره 4.2 لكل كيلومتر مربع (10.9/ميل2).
وتوزع التركيب العرقي للمدينة بنسبة 92.46% من البيض و2.87% من الأمريكيين الأصليين و0.18% من سكان جزر المحيط الهادئ و0.54% من الأعراق الأخرى و3.95% من عرقين مختلطين أو أكثر و1.26% من الهسبانيون أو اللاتينيون من أي عرق.
بلغ عدد الأسر 219 أسرة كانت نسبة 38.4% منها لديها أطفال تحت سن الثامنة عشر تعيش معهم، وبلغت نسبة الأزواج القاطنين مع بعضهم البعض 61.6% من أصل المجموع الكلي للأسر، ونسبة 4.6% من الأسر كان لديها معيلات من الإناث دون وجود شريك،  بينما كانت نسبة 5.5% من الأسر لديها معيلون من الذكور دون وجود شريكة وكانت نسبة 28.3% من غير العائلات. تألفت نسبة 23.7% من أصل جميع الأسر من عدة أفراد يعيشون في نفس المنزل ونسبة 2.7% كانت تتألف من شخص يعيش بمفرده يبلغ من العمر 65 عاماً أو أكثر. وبلغ متوسط حجم الأسرة المعيشية 2.54، أما متوسط حجم العائلات فبلغ 3.03.
بلغ العمر الوسطي للسكان 38.8 عاماً. وكانت نسبة 28.4% من القاطنين تحت سن الثامنة عشر، وكانت نسبة 6.5% بين الثامنة عشر والرابعة والعشرين عاماً، ونسبة 30.5% كانت واقعةً في الفئة العمرية ما بين الخامسة والعشرين والرابعة والأربعين عاماً، ونسبة 30.3% كانت ما بين الخامسة والأربعين والرابعة والستين، ونسبة 4.3% كانت ضمن فئة الخامسة والستين عاماً فما فوق. يوجد لكل 100 أنثى 115.9 ذكر، ويوجد لكل 100 أنثى في الثامنة عشر من عمرها فما فوق 122.9 ذكر.
بلغ متوسط دخل الأسرة في المدينة 45,625 دولارًا، أما متوسط دخل العائلة فبلغ 46,875 دولارًا. وكان متوسط دخل الذكور 40,893 دولارًا مقابل 34,375 دولارًا للإناث. وسجل دخل الفرد الخاص بالمدينة 20,836 دولارًا. وكانت نسبة 6.3% من العائلات ونسبة 7.8% من السكان تحت خط الفقر، وكان من هؤلاء نسبة 5.4% تحت سن الثامنة عشر ونسبة 7.1% في الخامسة والستين من العمر وما فوق.

### تعداد عام 2010
بلغ عدد سكان ثورن باي 471 نسمة بحسب تعداد عام 2010، وبلغ عدد الأسر 214 أسرة وعدد العائلات 126 عائلة مقيمة في المدينة. في حين سجلت الكثافة السكانية 6.1 نسمة لكل كيلومتر مربع (15.8/ميل2). وبلغ عدد الوحدات السكنية 354 وحدة بمتوسط كثافة قدره 4.6 لكل كيلومتر مربع (11.9/ميل2).
وتوزع التركيب العرقي للمدينة بنسبة 91.93% من البيض و0.21% من الأمريكيين الأفارقة و2.12% من الأمريكيين الأصليين و0.64% من الأمريكيين ذوي الأصول الآسيوية و0.42% من سكان جزر المحيط الهادئ و0.42% من الأعراق الأخرى و4.25% من عرقين مختلطين أو أكثر و1.70% من الهسبانيون أو اللاتينيون من أي عرق.
بلغ عدد الأسر 214 أسرة كانت نسبة 23.4% منها لديها أطفال تحت سن الثامنة عشر تعيش معهم، وبلغت نسبة الأزواج القاطنين مع بعضهم البعض 50.9% من أصل المجموع الكلي للأسر، ونسبة 6.1% من الأسر كان لديها معيلات من الإناث دون وجود شريك،  بينما كانت نسبة 1.9% من الأسر لديها معيلون من الذكور دون وجود شريكة وكانت نسبة 41.1% من غير العائلات. تألفت نسبة 36% من أصل جميع الأسر من عدة أفراد يعيشون في نفس المنزل ونسبة 5.1% كانت تتألف من شخص يعيش بمفرده يبلغ من العمر 65 عاماً أو أكثر. وبلغ متوسط حجم الأسرة المعيشية 2.18، أما متوسط حجم العائلات فبلغ 2.85.
بلغ العمر الوسطي للسكان 44.4 عاماً. وكانت نسبة 22.3% من القاطنين تحت سن الثامنة عشر، وكانت نسبة 6.2% بين الثامنة عشر والرابعة والعشرين عاماً، ونسبة 22.5% كانت واقعةً في الفئة العمرية ما بين الخامسة والعشرين والرابعة والأربعين عاماً، ونسبة 40.3% كانت ما بين الخامسة والأربعين والرابعة والستين، ونسبة 8.7% كانت ضمن فئة الخامسة والستين عاماً فما فوق. وتوزع التركيب الجنسي للسكان بنسبة 58.2% ذكور و41.8% إناث.

## وصلات خارجية
- Community Information